# Daniel Imhof
Daniel Wendel Imhof (né le 22 novembre 1977 à Wil dans le canton de Saint-Gall) est un joueur de soccer international canadien d'origine suisse, qui évoluait au poste de milieu de terrain.

## Biographie

### Carrière en sélection
Avec l'équipe du Canada, il dispute 37 matchs (pour aucun but inscrit) entre 2000 et 2010. Il figure notamment dans le groupe des sélectionnés lors de la Coupe des confédérations de 2001. Lors de cette compétition il joue un match contre le Japon puis un autre contre le Cameroun.
Il participe également aux Gold Cup de 2002 et de 2003.

## Palmarès
| FC Saint-Gall - Championnat de Suisse (1) : - Champion : 1999-00. - Championnat de Suisse D2 (1) : - Champion : 2011-12. |  | VfL Bochum - Championnat d'Allemagne D2 (1) : - Champion : 2005-06. |